# Jan Chris de Koeijer
Jan Chris de Koeijer (ur. 20 października 1966 w Yerseke) – holenderski wokalista, gitarzysta basowy, muzyk i kompozytor. De Koeijer współpracował z takimi grupami muzycznymi jak Gorefest, Ayreon czy ColdPopCulture.

## Dyskografia
- Benediction – Transcend The Rubicon (1993, gościnnie)[3]
- Ayreon – The Final Experiment (1995, gościnnie)[4]
- Born from Pain – War (2006, gościnnie)[5]